# Zolksoie
Zolksoie (en rus: Зольское) és un poble de Kabardino-Balkària, a Rússia, que el 2019 tenia 1.467 habitants. Pertany al districte rural de Zalukókoaje.